# Kirchberg, Luxemburg

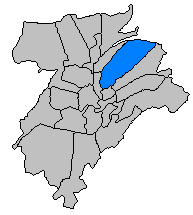
Stadsdelar i staden Luxemburg med Kirchberg markerat

Kirchberg (luxemburgiska:: Kierchbierg), är en stadsdel i staden Luxemburg, i Storhertigdömet Luxemburg, som via Storhertiginnan Charlottes bro (luxemburgiska: Groussherzogin-Charlotte-Bréck, franska: Pont Grande-Duchesse Charlotte, tyska: Großherzogin-Charlotte-Brücke) förbinder stadsdelen med Limpertsberg och stadskärnan, Uewerstad, eller Ville Haute.

## Kommunikationer
Genom stadsdelen går avenyn Avenue John F. Kennedy med fyra vägbanor, spårvagn, gång- och cykelvägar. Kirchberg har sedan december 2017 via en bergbana till järnvägsstationen Pfaffenthal-Kirchberg, en direkt förbindelse till nationella och internationella järnvägslinjer.
I norra Kirchberg färdigställdes i maj 2022 en ny transporthub, Luxexpo, med busskajer, spårvagnshållplats och parkeringshus. Därfrån förväntas förlängningen av spårvagnslinjen till flygplatsen Findel vara klar i början av 2025.

## Arkitektur
Här ligger flertalet av EU:s byggnader i Luxemburg. Även det nationella simsportcentret, ritat av Roger Taillibert, ligger här.